# 刹那 (GReeeeNの曲)
「刹那」（せつな）は、GReeeeNの10枚目のシングル。2009年3月11日にNAYUTAWAVE RECORDSから発売。

## 概要
- 初回限定盤のDVDには、「刹那」ミュージック・ビデオ（初回特典限定公開版）を収録。
- また、「刹那」のadditional Pianoとして、Hi-Fi CAMPのAIBAが提供している。
- 阪神タイガース→オリックス・バファローズに在籍していた能見篤史が本曲の能見バージョンを使用していた。「自分信じて」を「能見信じて」に歌い直している。
- 調 : ニ長調 （D）

## 収録曲
全作詞・作曲 GReeeeN
1. 刹那 [4:50]
  - フジテレビ系月9ドラマ『ヴォイス〜命なき者の声〜』主題歌。
  - プロモーション・ビデオは、俳優の山下真司が特撮ヒーロー「刹那戦士ぐりんジャー」を演じている[2]。
  - “生きる”ことの意味をテーマに取り組んだ楽曲[3]。
2. アメアガリ [3:58]

## 収録アルバム
- 塩、コショウ（#1）
- いままでのA面、B面ですと!?（#1,2）
- ALL SINGLeeeeS 〜& New Beginning〜（#1）

## プロモーション・ビデオ

### キャスト
- 緑川正義／ぐりんジャー：山下真司
- 正義の娘：山下リオ
- 正義の娘(幼少期)： いろは(子役)
- アーク将軍：八名信夫
- 正義の妻：秋山実希
- 部長：螢雪次朗

### スーツアクター
- ぐりんジャー：伊藤慎